# Alice Springs
Alice Springs è la seconda città più popolosa del Territorio del Nord in Australia. Comunemente conosciuta come "the Alice" o semplicemente "Alice", aveva nel 2016 una popolazione di 23 726 abitanti. Con una media di 576 metri s.l.m., la città si trova a 1 200 chilometri dall'oceano più vicino e a 1 500 dalle principali città più vicine, Darwin e Adelaide, molto vicina quindi al centro geografico australiano. L'area è denominata Mparntwe, nome dato dagli aborigeni Arrernte, i quali hanno vissuto nel deserto centrale australiano sul territorio di Alice Springs e dintorni per più di 50 000 anni.

## Storia

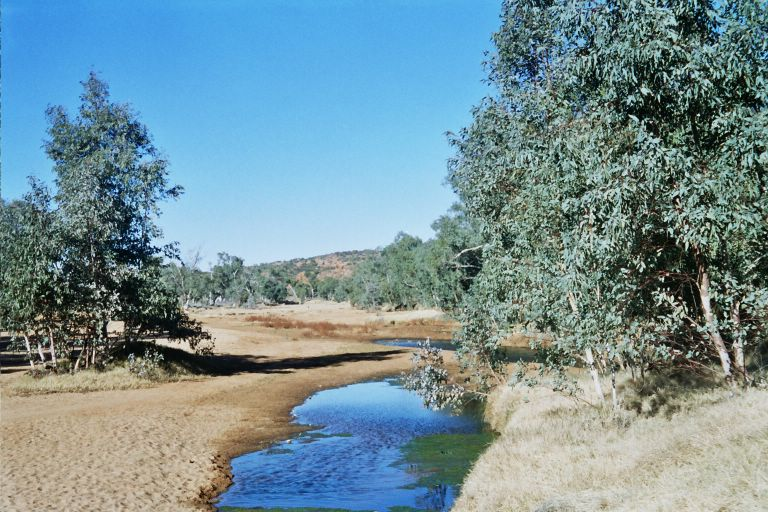
Le sorgenti che diedero il nome alla città

Tra il 1861 e l'anno successivo, John McDouall Stuart condusse una spedizione attraverso l'Australia centrale, passando ad ovest di quella che più tardi sarebbe diventata Alice Springs, e stabilendo così una nuova rotta che portava dal sud al nord del continente. Un primo insediamento divenne realtà grazie alla costruzione di un ripetitore sulla Australian Overland Telegraph Line, una linea telegrafica la quale collegava Adelaide a Darwin e alla Gran Bretagna. La OTL venne completata nel 1872, sulle orme della rotta di Stuart, aprendo la strada ad un insediamento permanente. Dopo quell'evento non ci furono significativi movimenti di persone nella zona, fino a quando nel 1887 non venne scoperto l'oro ad Arltunga, 100 chilometri ad est di Alice Springs. Fino agli anni trenta comunque la città mantenne il nome di Stuart.
Il telegrafo era situato accanto a un piccolo bacino d'acqua permanente, nell'alveo di un fiume normalmente secco, il Todd; il luogo fu così chiamato ottimisticamente Alice Springs (le sorgenti di Alice), nome della moglie del Direttore Generale delle Poste dell'Australia Meridionale, Sir Charles Todd. Il fiume Todd prese il nome dal cognome dello stesso Direttore delle Poste. Il mezzo di trasporto originale nell'area ancora selvaggia erano i dromedari, organizzati in lunghe carovane gestite dalle tribù Pashtun, immigrate dalla frontiera con l'allora India Britannica, (cammellieri afgani, detti "Ghan").
Il treno passeggeri che percorre da Sud a Nord il centro dell'Australia, da Adelaide a Darwin, passando a metà strada per Alice Springs, è denominato per questo The Ghan.
Negli anni sessanta Alice Springs divenne un importante centro per la difesa dello Stato, grazie allo sviluppo del Pine Gap condiviso da australiani e statunitensi, una stazione di tracciamento satellitare che diede lavoro a circa 700 persone provenienti da entrambi i paesi.

## Geografia fisica

### Territorio
Alice Springs ha un territorio prevalentemente desertico, a causa della sua posizione.

### Clima
Alice Springs presenta un clima arido e secco, con due macro stagioni della durata di sei mesi. In estate (dicembre-febbraio), le temperature medie sono comprese tra 20 e 35 °C. In inverno (giugno-agosto), l'intervallo delle temperature è di 3-20 °C. La primavera e l'autunno presentano giornate calde e sere fresche. Le precipitazioni variano significativamente di anno in anno, ma la media annuale è attorno ai 300 mm.

## Cultura

### Musei
Nella città è presente il Central Australian Aviation Museum, uno dei non molti musei aeronautici nazionali.
Interessante è il sito dove risiedevano le vecchie prigioni (The Old Gaol), che è stato chiuso nel 1996 per dare vita ad un piccolo ma significativo museo dedicato alle prigioniere e alla ultima matron della prigione, Telka Williams. Quest'ultima, partendo dal concetto che le istituzioni carcerarie non sono create per giudicare ma per gestire persone, ha portato per la prima volta nei Northen Territories il concetto di reintroduzione nella società. La prigione era gestita in modo funzionale, severo ma umano, come una casa dove le detenute avevano l'opportunità di apprendere mestieri e imparare nuove cose. In un mix molto particolare, l'ex prigione contiene anche il National Pioneer Women's Hall of Fame. Questo è uno dei soli due musei dedicati alle donne che si sono dedicate al pionerismo in qualsiasi attività e che hanno contribuito allo sviluppo dell'Australia.

## Amministrazione

### Gemellaggi
- Paghman, dal 2005[2]